# Ромова баба
Ромова баба — кондитерський виріб, різновид кекса, виготовленого зі здобного дріжджового тіста з додаванням родзинок, просочена сиропом з рому або іншого алкогольного напою і цукру, або просто цукровим сиропом, іноді з додаванням варення. Верхня частина кексу обмазується цукровою помадкою.

## Історія походження
Вважається, що винахідником цієї кулінарної страви у першій половині XVIII сторіччя був король Речі Посполитої Станіслав Лещинський. Він назвав виріб на честь свого улюбленого казкового героя — Алі Баби з казок «Тисячі і однієї ночі». Тому наголос в другому слові назви страви «баба» треба ставити на другий склад. З польських теренів ромова баба прийшла в Україну.